# Carlos Espinoza (Ofelia)
Carlos Gilberto Espinoza (Oruro, Bolivia, 31 de agosto de 1942), más conocido como Ofelia, es un bailarín, modisto y coreógrafo de morenada en entradas folklóricas de Bolivia. En los años 1970, a través de la creatividad en su baile y atuendos renueva la imagen de la china, personaje femenino en la morenada, inspirando a una generación de bailarinas travestis y ayudando a gestar la estética moderna de la morenada.

## Biografía
Desde su infancia Carlos cultiva la devoción a la Virgen del Socavón, que comparte con su madre, y un gran encanto por la ropa femenina, que se manifestaría pronto en el ejercicio de la costura y la afición por revistas de moda. El folklore se presenta ante Carlos primero como una forma de orientar su búsqueda de belleza en honor a la Virgen. Se inaugura como bailarín en el Carnaval de Oruro en el rol de negrita, un personaje femenino en la saya «Negritos del Pagador». Es en esta primera experiencia que es bautizado como «Ofelia» por otro bailarín quien canta el nombre una y otra vez mientras recorren la Avenida 6 de Octubre.
Tras 2 años en la saya y uno en la «Morenada Zona Norte» Carlos ingresa a bailar en la «Morenada Central», que sería el núcleo de su actividad y vida social en adelante. Cautivado por el baile de unos amigos, escoge interpretar a la china, un personaje femenino en la morenada. Hasta entonces, la china era interpretada comúnmente por hombres y su traje incluía polleras largas y botas cortas, a semejanza de cholas paceñas. Tomando inspiración de actrices de moda como María Félix, Carlos inventa una china más arriesgada que se caracteriza por vestir una pollera corta de 35 cm., botas largas de 10 cm. sobre la rodilla, tacos de plataforma de 12 a 15 cm. y bordados de fantasía sobre telas en colores fuertes. Acompañado de una coreografía original, Carlos se convierte en una presencia popular en el Carnaval de Oruro.

«No podía faltar la figura de Carlitos para garantizar el éxito del Carnaval y la morenada central en los actos de la fiesta vernácula.»
La Patria de Oruro, 12 de febrero de 1975 

Y si bien la Morenada Central fue su primer amor, Carlos no se limitó a realizar apariciones en otros grupos y entradas folklóricas. En Oruro bailó junto a los «Reyes Morenos Ferrari Ghezzi» que reunía a muchos exmiembros de la Morenada Central. También fue invitado a La Paz por la «Morenada Comercial Eloy Salmón de los Señores Maquineros» para bailar en la entrada de Gran Poder. Es en esa ocasión que Peter Alaiza (Barbarella) toma nota de Carlos para inspirar su propio personaje de china. Además participó de fiestas en Huanuni, Quillacollo, Copacabana y muchos pueblos rurales.
En 1976 las chinas comienzan a ser interpretadas por mujeres que Carlos viste y dirige desde su nuevo rol como Director de Danza de la Morenada Central. Como el resto del Carnaval, en esos años la Morenada despegaba de sus raíces populares para convertirse en una institución de prestigio entre élites. Parte de ese esfuerzo es que Carlos y Ricardo Escobar, entonces presidente de la agrupación, persuaden a mujeres de la alta sociedad orureña como Marcela Gastelu, hija del gerente del Banco de Crédito, para bailar. Pronto mujeres de todo el país, incluyendo reinas de belleza como Rosario Rico Toro, se aproximarían a Carlos para pedir que diseñe sus trajes y las ayude a ingresar a la agrupación. Cada encargo era para Carlos una oportunidad para experimentar con colores, diseños, texturas de tela y bordados, resultando en trajes únicos cuyo desarrollo tomaba más de 4 meses y era profundamente personal.

«… hacer mis diseños durante mi descanso nocturno. Despertaba y ahí veía en sueños qué colores tenía que hacer la ropa para cierto grupo, entonces despertaba y ahí hacía mis apuntes …»
Carlos Espinoza 

La carrera de Carlos como diseñador y coreógrafo también se extendía más allá de la Morenada Central. Diseño trajes para la «Morenada Mejillones», y la «Morenada Zona Norte», entre otros conjuntos, y su taller de costura tenía gran demanda entre la sociedad orureña. También fue coreógrafo de los Reyes Morenos Ferrari Ghezzi y en el evento Miss Oruro. 
En 1985, Carlos se traslada por razones de salud a Cochabamba, donde pasaría 20 años alejado del baile y la Morenada Central. Al volver a Oruro, dirige su propio centro de formación, el «Instituto Técnico de Alta Costura y Sastreria Carlos», donde enseñó por casi 10 años. Más recientemente y gracias al trabajo de recuperación de David Aruquipa, Carlos es restablecido como un ícono en la cultura de las chinas morenas travestis de los años 1970.

## Legado
Carlos es reconocido por reinventar a la china morena como un personaje más erótico y femenino. Desde su propio personaje y performance, experimentó con ideas que acabaría diseminando en el resto de la cultura estética de la morenada y el folklore nacional. Estas ideas inspirarían a una generación de chinas travestis, quienes prestarían sus innovaciones en vestimenta y movimiento para tomar nuevos riesgos. Chinas como Peter Alaiza (Barbarella) y Franz Hidalgo (Liz Karina), entre muchas otras, bailan con atuendos similares en entradas folklóricas de todo el país. Muchas de ellas comparten escena con Carlos e introducen nuevas ideas que luego él adopta, como tacones de plataforma y el baile sin máscara.
Desde 2000, David Aruquipa rescata la memoria de este movimiento en el Archivo Q'iwa, del cual presta para producir publicaciones y exhibiciones a nivel nacional e internacional. Este archivo se nutre del propio trabajo documental de Carlos, quien recolectó fotografías, recortes de periódico, trajes, reconocimientos y testimonios que cuentan los más de 60 años de su paso por la fiesta y el folklore nacional. Como resultado, en 2012 el Ministerio de Culturas de Bolivia otorga un reconocimiento a Carlos y a otras chinas travestis de la época.Mediante su testimonio oral en múltiples entrevistas, Carlos continúa participando en la reconstrucción de esta memoria, que es ocasionalmente adoptada de maneras creativas por nuevas generaciones. En 2018, la música y productora Elysia Crampton dedica su álbum homónimo a Carlos.En febrero de 2025 y a solicitud de Andrés Mallo, director de la Organización DIVERSA y miembro de la Familia Galán, el presidente de la Cámara de Diputados Omar Yujra otorgó un reconocimiento a Carlos.